# Noi due soli
Noi due soli è un film italiano del 1952 diretto da Marcello Marchesi, Vittorio Metz e Marino Girolami. È una commedia fantastica che sfrutta l'espediente del sogno per trasportare il protagonista Walter Chiari in uno scenario futuro postapocalittico. Alcuni attori sono doppiati (per esempio Raimondo Vianello) a cura della compagnia O.D.I.  

## Trama
Walter e Carlo sono grandi amici nonostante i caratteri molto diversi. Mentre Walter è fidanzato con Gina, una collega della ditta farmaceutica dove lavora ma non può sposarla senza prima aver trovato casa, Carlo è innamorato della direttrice della pensione che però cerca di sedurre Walter. Proprio la direttrice potrebbe dare una casa a Walter ma per formare una coppia con lui e non per permettergli di sposare Gina. Dopo un chiarimento e un litigio i due vengono scacciati dalla pensione e passano la notte in un rifugio antiaereo. Walter sogna di essere rimasto l'unico sopravvissuto con Carlo e Gina. Chiede all'amico di andarsene per poter restare solo con la sua bella ma dopo una serie di disavventure si rende conto di aver preso la decisione sbagliata.
Al suo risveglio avrà modo di affrontare la vita in maniera diversa.

## Critica
Questo, tra i film in questione, è uno dei più bizzarri: per imbastire una scontata morale, un messaggio di rassegnata accettazione del quotidiano, gli sceneggiatori Marchesi e Metz mettono in scena addirittura un agonizzante mondo futuro. Forse non siamo ancora agli inizi del post-apocalittico all'italiana, ma l'idea appare nuova e anticonvenzionale.»
(Fantafilm)